# Samantha Strong
Samantha Strong (Seattle, 9 de junio de 1967) es una actriz pornográfica estadounidense.
En 1988 gana  el AVN Award por Best New Starlet y fue introducida  en el AVN Hall of Fame.
Debutó su carrera en la industria de entretenimiento para adultos en 1986 a la edad de 19 años. Actuó durante 16 años (1986-2002).